# Wang Yangbei
Wang Yangbei és una esportista xinesa que va competir en judo, guanyadora d'una medalla d'or al Campionat Asiàtic de Judo de 1991 en la categoria de –61 kg.

## Palmarès internacional
| Campionat Asiàtic | Campionat Asiàtic | Campionat Asiàtic | Campionat Asiàtic |
| Any               | Lloc              | Medalla           | Categoria         |
| ----------------- | ----------------- | ----------------- | ----------------- |
| 1991              | Osaka ( Japó)     | 1                 | –61 kg            |